# Elezioni politiche a San Marino del 1983
Le elezioni politiche a San Marino del 1983 si tennero il 29 maggio per il rinnovo del Consiglio Grande e Generale.

## Sistema elettorale
Erano elettori tutti i cittadini sammarinesi che avessero compiuto i 18 anni.

## Risultati
| Partito Democratico Cristiano Sammarinese  | 7 068  | 42,07 | 26 |  |  |  |
| Partito Comunista Sammarinese              | 4 096  | 24,38 | 15 |  |  |  |
| Partito Socialista Sammarinese             | 2 490  | 14,82 | 9  |  |  |  |
| Partito Socialista Unitario                | 2 333  | 13,89 | 8  |  |  |  |
| Partito Socialista Democratico Sammarinese | 487    | 2,90  | 1  |  |  |  |
| Intesa Democratica - Partito Repubblicano  | 328    | 1,95  | 1  |  |  |  |
| Totale                                     | 16 802 | 100   | 60 |  |  |  |
|                                            |        |       |    |  |  |  |
| Voti non validi                            | 407    | 2,37  |    |  |  |  |
| Votanti                                    | 17 209 | 79,72 |    |  |  |  |
| Elettori                                   | 21 588 |       |    |  |  |  |

Si riconferma la coalizione di sinistra. Nel giugno 1986 si forma una nuova coalizione PDCS – PCS.